# Filip Štefanka
Filip Štefanka (* 9. září 1980 Karviná) je bývalý český hokejový obránce a trenér.

## Hráčská kariéra
- 1998/99 HC Oceláři Třinec 20', HC Oceláři Třinec
- 1999/00 HC Havířov 20', HC Havířov
- 2000/01 HC Havířov 20', HC Havířov, HC Prostějov, HC Šumperk
- 2001/02 HC Havířov, HC Slavia Praha
- 2002/03 HC Oceláři Třinec, HC Havířov
- 2003/04 HC Oceláři Třinec
- 2004/05 HC Havířov, HC Oceláři Třinec
- 2005/06 Unia Oświęcim (Polsko), VHK Vsetín, HC Poruba
- 2006/07 Pontebba Aquile (Itálie)
- 2007/08 Anyang Halla (Jižní Korea)
- 2008/09 HC Havířov, HC Oceláři Třinec
- 2009/10 HC Havířov, HC Orli Orlová
- 2010/11 HC Orli Orlová
- 2011/12 HC Baník Karviná
- 2012/13 Zagłębie Sosnowiec (Polsko), HC Orli Orlová
- 2013/14 HC Orli Orlová
- 2014/15 HC Orli Orlová
- 2015/16 HC Orli Orlová
- 2016/17 HC Orli Orlová –
- 2017/18 HC Orli Orlová –
- 2018/19 Nehrál
- 2019/20 HC Orli Orlová
- 2020/21 Nehrál
- 2021/22 MSK Orlová

## Trenérská kariéra
- 2021/22 MSK Orlová (hrající trenér)
- 2022/23 MHK Slovan Orlová
- 2023/24 MHK Slovan Orlová
- 2024/25 MHK Slovan Orlová